# Corydoras ornatus
Corydoras ornatus är en fiskart som beskrevs av Han Nijssen och Isbrücker, 1976. Corydoras ornatus ingår i släktet Corydoras och familjen Callichthyidae. Inga underarter finns listade i Catalogue of Life.